# AirAsia
AirAsia Bhd. ist eine malaysische Billigfluggesellschaft mit Sitz in Kuala Lumpur und Basis auf dem Flughafen Kuala Lumpur.

## Geschichte

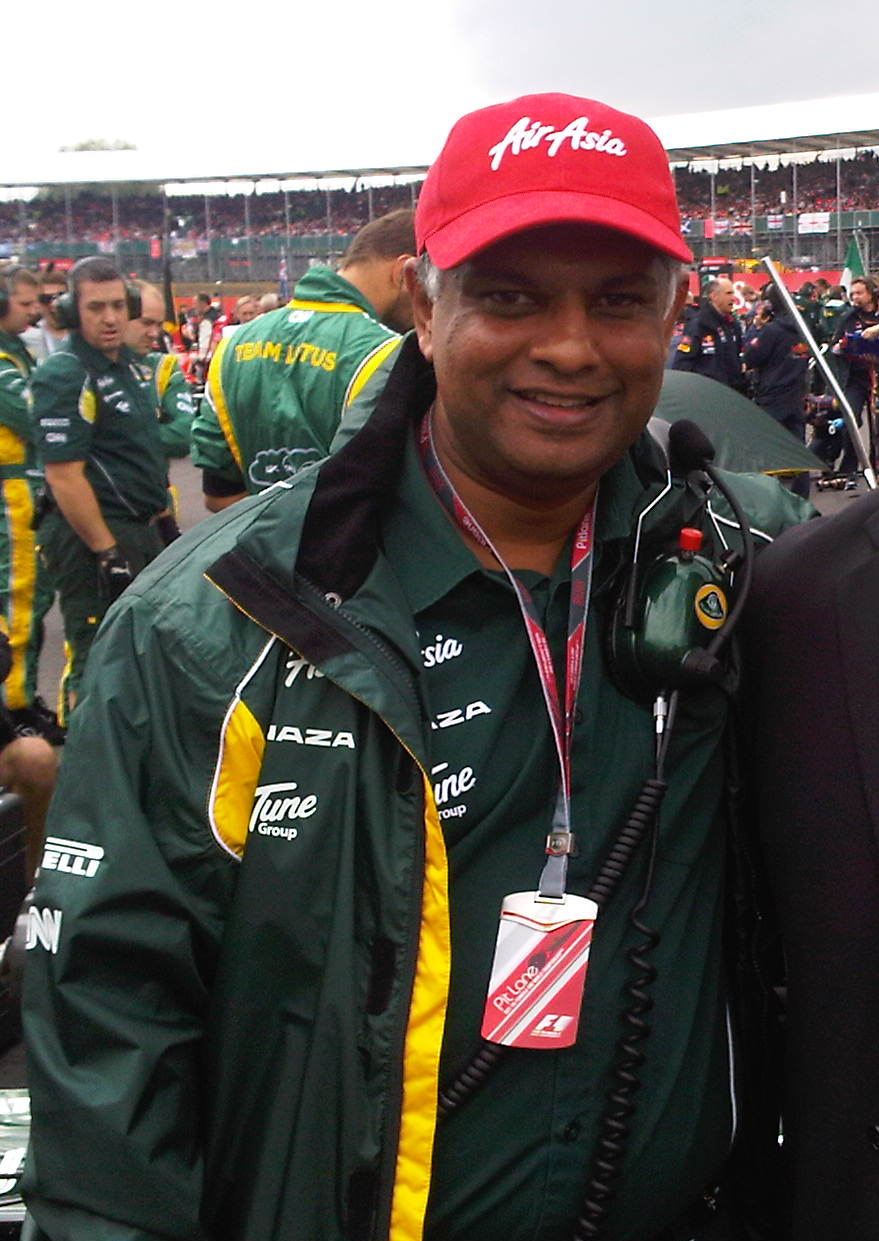
Tony Fernandes (2011)

AirAsia wurde 1993 gegründet und startete am 18. November 1996 mit dem Flugbetrieb. Am 2. Dezember 2001 wurde die stark verschuldete Fluglinie von DRB-HICOM für den symbolischen Preis von einem Ringgit an die Tony Fernandes gehörenden Tune Air Sdn Bhd verkauft. Bereits im Jahr 2002 konnte der ehemalige Warner-Music-Manager Fernandes mit der Fluglinie einen Gewinn erwirtschaften, erweiterte das Streckennetz und griff das Monopol der Malaysia Airlines an.
2003 wurde der Flughafen Senai in Johor Bahru, Malaysia, das zweite Drehkreuz der Fluggesellschaft. AirAsia startete Linienflüge nach Thailand und gründete die Tochtergesellschaft Thai AirAsia. Sie bot auch erstmals Flüge nach Singapur und Indonesien und im Jahr 2004 nach Macau an. Seit April 2005 fliegt sie auch Festlandchina (Xiamen) und die Philippinen (Manila) an.

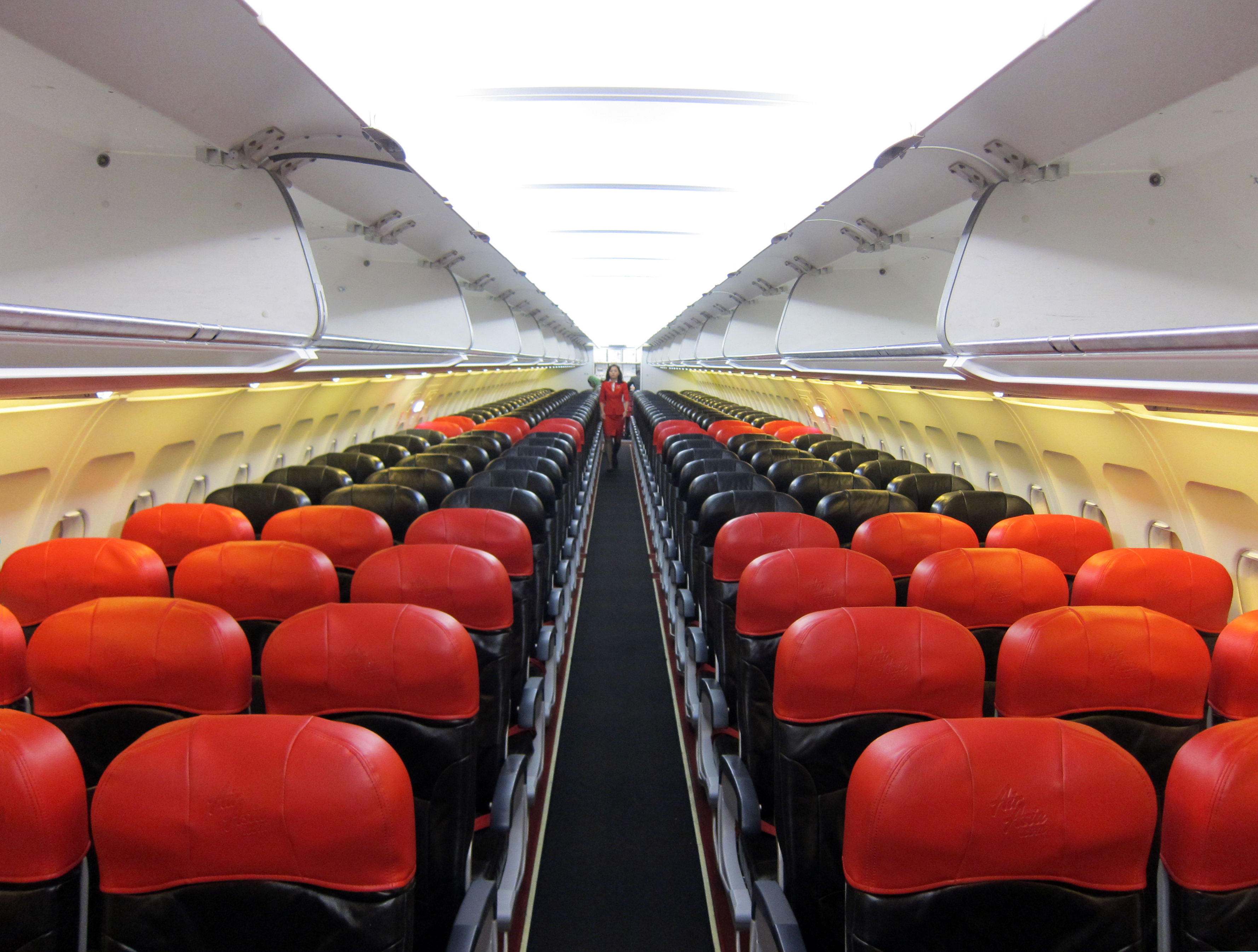
Kabine eines Airbus A320-200 der AirAsia

Das Drehkreuz von Thai AirAsia ist in Bangkok. Sie bedient unter anderem die Strecke Bangkok – Phuket sowie weitere Strecken in, von und nach Thailand. Eine weitere zu AirAsia gehörende Fluggesellschaft ist die indonesische Indonesia AirAsia (früher Awair) mit einem Drehkreuz in Jakarta sowie AirAsia X, die Langstrecken ab Kuala Lumpur anbietet, vornehmlich nach Australien, die Volksrepublik China, Indien und Japan. Die zeitweise bestehenden Verbindungen nach London und Paris wurden im März 2012 eingestellt.
Am 23. Juni 2011 gaben Airbus und AirAsia auf der Paris Airshow eine Bestellung über 200 A320neo bekannt. Laut Listenpreis handelte es sich dabei um einen Wert von 18,2 Milliarden US-Dollar. Angetrieben werden die A320neo durch die Triebwerke LEAP-X von CFM. Dies war der größte Auftrag in der A320-Geschichte, erst im Oktober 2014 durch die indische IndiGo mit einer Bestellung von 250 Flugzeugen übertroffen wurde.
Zum 31. August 2011 gründete AirAsia zusammen mit der japanischen Fluggesellschaft All Nippon Airways eine Billigfluggesellschaft mit dem Namen AirAsia Japan, wobei All Nippon Airways 67 % und AirAsia 33 % der Geschäftsanteile besaßen. Der Betrieb wurde im August 2012 aufgenommen. 2013 zog sich AirAsia aus dem Gemeinschaftsunternehmen zurück, das daraufhin als 100%ige Tochter der ANA zum 1. November 2013 in Vanilla Air umfirmierte. Im Oktober 2017 kehrte AirAsia mit einer zweiten Fluggesellschaft namens AirAsia Japan an den japanischen Markt zurück.
Anfang 2024 wurde die Fusionierung der Segmente Indonesia AirAsia, Philippines AirAsia und Cambodia AirAsia durch AirAsia X, welche zu einer Airline verschmelzen sollen, bekannt. Etwa sechs Wochen später kündigte CEO Tony Fernandes die Aufnahme von bis zu 400 Millionen US-Dollar (umgerechnet etwa 369 Millionen Euro) an Eigenkapital im Rahmen einer Fusion des Lang- und Kurzstreckengeschäfts der Airline an.

## Flugziele

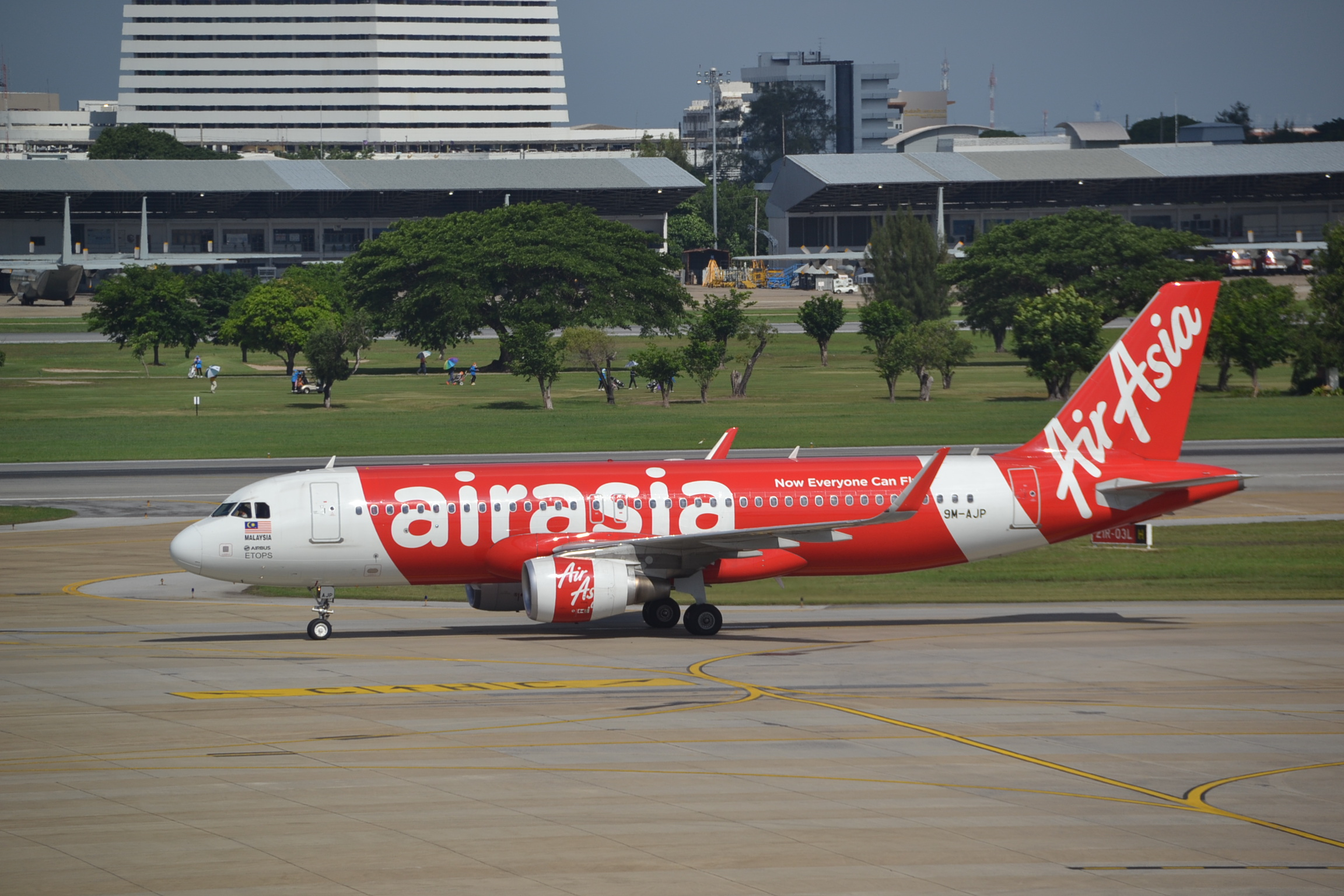
Airbus A320-200 der AirAsia

AirAsia betreibt nationale und internationale Linienflüge und ist Asiens größte Billigfluggesellschaft. Die Drehkreuze sind dabei Kota Kinabalu, Kuala Lumpur und Penang.

## Flotte

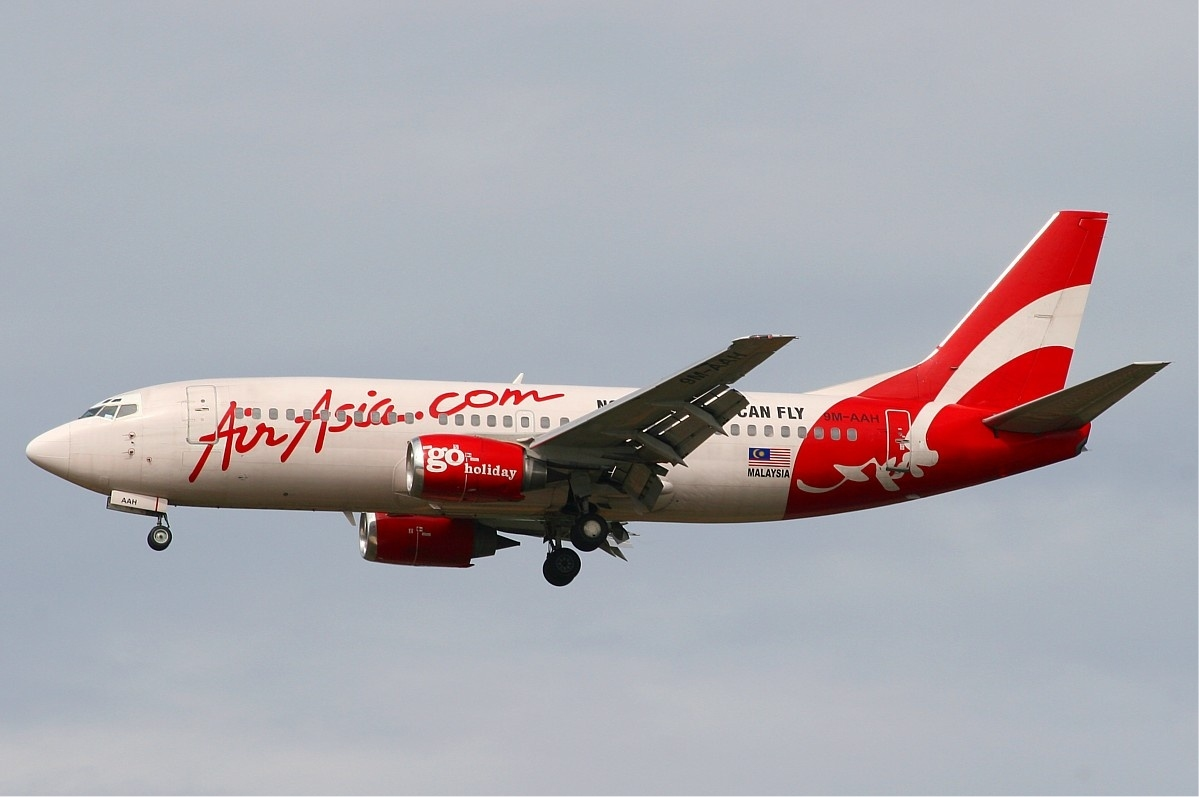
Vormals von AirAsia eingesetzte Boeing 737-300 (Luftfahrzeugkennzeichen 9M-AAH)

### Aktuelle Flotte
Mit Stand Dezember 2024 besteht die Flotte der AirAsia aus 105 Flugzeugen mit einem Durchschnittsalter von 10,3 Jahren:
| Flugzeugtyp     | Anzahl | bestellt | Anmerkungen                                | Sitzplätze | Durchschnittsalter |
| --------------- | ------ | -------- | ------------------------------------------ | ---------- | ------------------ |
| Airbus A320-200 | 068    | 01       | elf inaktiv; 33 mit Sharklets ausgestattet | 180        | 11,7 Jahre         |
| Airbus A320neo  | 029    |          | acht inaktiv                               | 186        | 7,0 Jahre          |
| Airbus A321P2F  | 03     |          | betrieben für Teleport                     | Cargo      | 24,9 Jahre         |
| Airbus A321neo  | 05     | 323      |                                            | 236        | 2,2 Jahre          |
| Airbus A321LR   |        | 036      | Auslieferung ab 2025                       | – Offen –  |                    |
| Gesamt          | 105    | 360      |                                            |            | 10,3 Jahre         |

### Aktuelle Sonderbemalungen
| Bemalung                                | Flugzeugtyp     | Luftfahrzeugkennzeichen | Zeitraum            | Bild |
| --------------------------------------- | --------------- | ----------------------- | ------------------- | --- |
| Bo Rocks                                | Airbus A320-200 | 9M-AFD                  | seit Oktober 2009   | |
| Persona 5 Royal                         | Airbus A320-200 | 9M-AFF                  | seit Oktober 2024   | Bild gesucht Die Wikipedia wünscht sich an dieser Stelle ein Bild. Weitere Infos zum Motiv findest du vielleicht auf der Diskussionsseite . Falls du dabei helfen möchtest, erklärt die Anleitung , wie das geht. |
| Legend Heroes Park                      | Airbus A320-200 | 9M-AFV                  | seit August 2019    | Bild gesucht Die Wikipedia wünscht sich an dieser Stelle ein Bild. Weitere Infos zum Motiv findest du vielleicht auf der Diskussionsseite . Falls du dabei helfen möchtest, erklärt die Anleitung , wie das geht. |
| It's Super! airasia Super App           | Airbus A320-200 | 9M-AHL                  | seit Oktober 2022   | |
| Ejen Ali - MATA Spy Jet                 | Airbus A320-200 | 9M-AHR                  | seit März 2018      | Bild gesucht Die Wikipedia wünscht sich an dieser Stelle ein Bild. Weitere Infos zum Motiv findest du vielleicht auf der Diskussionsseite . Falls du dabei helfen möchtest, erklärt die Anleitung , wie das geht. |
| Thank you Sabah                         | Airbus A320-200 | 9M-AHT                  | seit November 2014  | |
| Watsons                                 | Airbus A320-200 | 9M-AHX                  | seit Juli 2024      | Bild gesucht Die Wikipedia wünscht sich an dieser Stelle ein Bild. Weitere Infos zum Motiv findest du vielleicht auf der Diskussionsseite . Falls du dabei helfen möchtest, erklärt die Anleitung , wie das geht. |
| BIG Duty Free                           | Airbus A320-200 | 9M-AHY                  | seit März 2016      | |
| Singapore                               | Airbus A320-200 | 9M-AHZ                  | seit August 2024    | Bild gesucht Die Wikipedia wünscht sich an dieser Stelle ein Bild. Weitere Infos zum Motiv findest du vielleicht auf der Diskussionsseite . Falls du dabei helfen möchtest, erklärt die Anleitung , wie das geht. |
| Longjack Orang Kampung                  | Airbus A320-200 | 9M-AJA                  | seit November 2019  | Bild gesucht Die Wikipedia wünscht sich an dieser Stelle ein Bild. Weitere Infos zum Motiv findest du vielleicht auf der Diskussionsseite . Falls du dabei helfen möchtest, erklärt die Anleitung , wie das geht. |
| Sarawak                                 | Airbus A320-200 | 9M-AJD                  | seit Januar 2019    | Bild gesucht Die Wikipedia wünscht sich an dieser Stelle ein Bild. Weitere Infos zum Motiv findest du vielleicht auf der Diskussionsseite . Falls du dabei helfen möchtest, erklärt die Anleitung , wie das geht. |
| Universiti Teknologi Malaysia (UTM)     | Airbus A320-200 | 9M-AJE                  | seit Mai 2019       | |
| I Love Kelantan                         | Airbus A320-200 | 9M-AJP                  | seit Januar 2020    | |
| Let’s Fly to Terengganu                 | Airbus A320-200 | 9M-AJS                  | seit Dezember 2017  | |
| General Electric                        | Airbus A320-200 | 9M-AQB                  | seit Juni 2016      | |
| BIG Duty Free                           | Airbus A320-200 | 9M-AQC                  | seit Juni 2017      | |
| Universiti Putra Malaysia               | Airbus A320-200 | 9M-AQD                  | seit August 2017    | |
| We are all champions - 10 Years running | Airbus A320-200 | 9M-AQF                  | seit November 2018  | |
| Malaysia                                | Airbus A320-200 | 9M-AQG                  | seit Oktober 2024   | Bild gesucht Die Wikipedia wünscht sich an dieser Stelle ein Bild. Weitere Infos zum Motiv findest du vielleicht auf der Diskussionsseite . Falls du dabei helfen möchtest, erklärt die Anleitung , wie das geht. |
| 100th Awesome Plane                     | Airbus A320-200 | 9M-AQH                  | seit Januar 2012    | |
| AirAsia Foundation                      | Airbus A320-200 | 9M-AQI                  | seit August 2016    | |
| De'Xandra                               | Airbus A320-200 | 9M-AQM                  | seit März 2018      | |
| Save our Malayan Tiger                  | Airbus A320-200 | 9M-AQZ                  | seit November 2019  | Bild gesucht Die Wikipedia wünscht sich an dieser Stelle ein Bild. Weitere Infos zum Motiv findest du vielleicht auf der Diskussionsseite . Falls du dabei helfen möchtest, erklärt die Anleitung , wie das geht. |
| Resorts World Genting                   | Airbus A320neo  | 9M-AGA                  | seit Dezember 2022  | |
| A320neo                                 | Airbus A320neo  | 9M-NEO                  | seit September 2016 | |
| Visit Truly Asia Malaysia 2020          | Airbus A320neo  | 9M-RAR                  | seit Juli 2019      | |
| 3,2,1 take-off                          | Airbus A321neo  | 9M-VAA                  | seit November 2019  | Bild gesucht Die Wikipedia wünscht sich an dieser Stelle ein Bild. Weitere Infos zum Motiv findest du vielleicht auf der Diskussionsseite . Falls du dabei helfen möchtest, erklärt die Anleitung , wie das geht. |

### Ehemalige Flugzeugtypen
Darüber hinaus setzte AirAsia in der Vergangenheit noch folgende Flugzeugtypen ein:
- Boeing 737-200
- Boeing 737-300
- Boeing 747-200
- Airbus A330-300
- Airbus A340-300

## Tochtergesellschaften
- AirAsia X
- Thai AirAsia
- Indonesia AirAsia
- AirAsia Japan
- Philippines AirAsia